# Liste der Abgeordneten zum Gemeinsamen Landtag von Niederösterreich
Diese Liste der Abgeordneten zum Gemeinsamen Landtag von Niederösterreich listet alle Abgeordneten des Landtags von Niederösterreichs vor der Erhebung Wiens als eigenständiges Bundesland auf. Der Landtag amtierte vom 20. Mai 1919 bis zum 10. November 1920, wobei die Abgeordneten am 4. Mai 1919 in insgesamt elf Wahlkreisen gewählt worden waren. Die Wahlkreise verteilten sich dabei auf sieben Wiener Wahlkreise (WK) und vier niederösterreichische Wahlkreise (VU), wobei in den Wiener Wahlkreisen 68 und in den niederösterreichischen Wahlkreisen 52 Mandate vergeben wurden. Bei den Wahlen ging die Sozialdemokratische Arbeiterpartei mit 64 Mandaten als größte Fraktion hervor. Dahinter folgte die Christlichsoziale Partei mit 45 Mandaten. Die Deutsche Vereinigung erzielte 8 Mandate, wobei die Deutsche Vereinigung aus verschiedenen Gruppierungen bestand. Von den acht Mandaten entfielen fünf auf Deutschnationale Abgeordnete (Birbaumer, Kittinger, Lump, Koppensteiner, List, Zeidler und Gasselich), zwei Mandate auf Nationaldemokraten (Lutz und Mittermann) und ein Mandat auf den Nationalsozialisten Riehl. Die übrigen drei Mandaten erzielten die Tschechischen Sozialisten. Der Landtag trat erstmals am 20. Mai 1919 und wählte in der Eröffnungssitzung die Landesregierung Sever. Die Funktionsperiode wurde durch das Inkrafttreten des Bundesverfassungsgesetzes vom 10. November 1920 beendet, das die Trennung Wiens von Niederösterreich festlegte. Für die folgende Periode bis zur endgültigen Trennung der beiden Gebiete übernahm in Niederösterreich die Kurie Niederösterreich-Land bzw. der Wiener Gemeinderat für Wien die politisch-administrativen Geschäfte der Selbstverwaltung.
| Name                  | Fraktion                 | Wahlkreis | Anmerkungen                                                            |
| --------------------- | ------------------------ | --------- | ---------------------------------------------------------------------- |
| Adler Max             | SDAP                     | WK II     |                                                                        |
| Anderle Adolf         | CS                       | WK II     |                                                                        |
| Beirer Rudolf         | CS                       | VUWW IX   |                                                                        |
| Billmaier Josef       | SDAP                     | WK II     |                                                                        |
| Biner Leopold         | SDAP                     | WK I      |                                                                        |
| Birbaumer Rudolf      | Deutsche Vereinigung     | VUWW IX   |                                                                        |
| Bock Marie            | SDAP                     | VUMB XI   | Mandatsrücklegung am 17. Februar 1921 zurück                           |
| Brunner Marie         | SDAP                     | VUWW IX   |                                                                        |
| Christoph Franz       | SDAP                     | VUWW IX   |                                                                        |
| Dangl Johann          | CS                       | VOWW VIII | eingetreten für Hermann Geyer                                          |
| Derbl Josef           | SDAP                     | WK IV     |                                                                        |
| Duda Adolf            | SDAP                     | VUWW IX   |                                                                        |
| Dvořák František      | Tschechische Sozialisten | WK VII    |                                                                        |
| Ellmann Max           | SDAP                     | WK VII    |                                                                        |
| Emmerling Georg       | SDAP                     | WK IV     |                                                                        |
| Friedjung Josef Karl  | SDAP                     | WK I      |                                                                        |
| Fuchs Berthold        | SDAP                     | WK IV     |                                                                        |
| Gammer Josef          | SDAP                     | VUMB XI   |                                                                        |
| Gasselich Anton       | Deutsche Vereinigung     | VUMB XI   | am 4. November 1920 nachgerückt für Viktor Zeidler                     |
| Gerdinitsch Ferdinand | SDAP                     | VOWW VIII |                                                                        |
| Geyer Hermann         | CS                       | VOWW VIII | Mandatsrücklegung am 30. November 1920                                 |
| Gion Johann           | SDAP                     | WK VI     | ab 9. Dezember 1920 für Josef Pirkebner                                |
| Görner Karl           | CS                       | WK V      |                                                                        |
| Göstl Matthias        | CS                       | VUMB XI   |                                                                        |
| Graf Kathi            | SDAP                     | VOWW VIII |                                                                        |
| Hartmann Johann       | SDAP                     | WK VII    |                                                                        |
| Heigl Josef           | CS                       | WK VII    |                                                                        |
| Heinzl Josef          | SDAP                     | WK VI     |                                                                        |
| Heitzinger Johann     | CS                       | VOWW VIII | Mandatsrücklegung am 30. November 1920                                 |
| Heider Eberhard       | SDAP                     | WK IV     |                                                                        |
| Helmer Oskar          | SDAP                     | VUWW IX   |                                                                        |
| Hemala Franz          | CS                       | WK VI     |                                                                        |
| Hess Josef Anton      | CS                       | VUMB XI   |                                                                        |
| Hofer Hans            | CS                       | VUWW IX   | Mandatsrücklegung 30. November 1920                                    |
| Höher Alois           | CS                       | VOMB X    |                                                                        |
| Hummel Albert         | SDAP                     | WK V      |                                                                        |
| Jaksch Josef          | SDAP                     | WK VI     |                                                                        |
| Janecek Johann        | SDAP                     | WK IV     |                                                                        |
| Jax Anton             | CS                       | VOWW VIII |                                                                        |
| Jedek Karl            | CS                       | VOMB X    |                                                                        |
| Jiricek Johann        | SDAP                     | WK VII    |                                                                        |
| Jukel Carl            | CS                       | VUWW IX   |                                                                        |
| Kaff Anna             | SDAP                     | WK VI     |                                                                        |
| Karpfinger Andreas    | CS                       | VUMB XI   |                                                                        |
| Kittinger Karl        | Deutsche Vereinigung     | VOMB X    | verstorben am 21. Dezember 1920                                        |
| Klein Max             | SDAP                     | WK I      |                                                                        |
| Klimes Johann         | Tschechische Sozialisten | WK V      |                                                                        |
| Knottek Wilhelm       | SDAP                     | VUWW IX   |                                                                        |
| Kohl Anton            | SDAP                     | WK I      |                                                                        |
| Koppensteiner Josef   | Deutsche Vereinigung     | VOMB X    |                                                                        |
| Kriegner Matthias     | SDAP                     | VUWW IX   |                                                                        |
| Krikawa Ferdinand     | CS                       | WK VII    |                                                                        |
| Lang Franz            | CS                       | VUMB XI   |                                                                        |
| Lindner Eduard        | SDAP                     | VOMB X    |                                                                        |
| Lippa Cäcilie         | SDAP                     | WK VII    |                                                                        |
| List Karl             | CS                       | VOMB X    |                                                                        |
| List Franz            | Deutsche Vereinigung     | VUMB XI   | am 2. August 1920 verstorben                                           |
| Luger Anton           | Deutsche Vereinigung     | VOWW VIII |                                                                        |
| Lump Anton            | Deutsche Vereinigung     | VOMB X    | eingetreten für Karl Kittinger                                         |
| Lutz Otto             | Deutsche Vereinigung     | WK III    |                                                                        |
| Machat Anton          | Tschechische Sozialisten | WK IV     |                                                                        |
| Maier Adolf           | CS                       | VOMB X    |                                                                        |
| Maringer Josef        | CS                       | VOMB X    |                                                                        |
| Marounek Franz        | CS                       | WK VI     |                                                                        |
| Mayer Johann          | CS                       | VUMB XI   |                                                                        |
| Mittermann Viktor     | Deutsche Vereinigung     | VOMB X    |                                                                        |
| Müller Adolf          | SDAP                     | WK III    |                                                                        |
| Müller Karl Heinrich  | SDAP                     | VUWW IX   |                                                                        |
| Müller Rudolf         | SDAP                     | WK I      |                                                                        |
| Nagler Anton          | CS                       | WK I      |                                                                        |
| Nepustil Anton        | CS                       | WK II     |                                                                        |
| Ofenböck Anton        | SDAP                     | VUWW IX   |                                                                        |
| Palme Josef           | SDAP                     | VUWW IX   |                                                                        |
| Paullk Josef          | SDAP                     | WK V      |                                                                        |
| Pech Adolf            | SDAP                     | WK VII    |                                                                        |
| Pfarrer Anton         | CS                       | VUWW IX   |                                                                        |
| Pflug Josef           | CS                       | VUWW IX   | eingetreten für Hofer Hans                                             |
| Philp Georg           | CS                       | WK I      |                                                                        |
| Piechula Wilhelm      | CS                       | VUMB XI   | eingetreten für Wilhelm Piechula                                       |
| Pirkebner Josef       | SDAP                     | WK VI     | am 25. November 1920 gestorben                                         |
| Pletzl Robert         | SDAP                     | WK V      |                                                                        |
| Pölzer Johann         | SDAP                     | WK V      |                                                                        |
| Prader Georg          | CS                       | VOWW VIII |                                                                        |
| Pülsl Franz           | SDAP                     | VUWW IX   |                                                                        |
| Rain Josef            | CS                       | WK II     |                                                                        |
| Reither Johann        | SDAP                     | VOMB X    |                                                                        |
| Renner Karl           | SDAP                     | WK VI     |                                                                        |
| Reumann Jakob         | SDAP                     | WK V      |                                                                        |
| Richter Paul          | SDAP                     | WK VII    |                                                                        |
| Riehl Walter          | Deutsche Vereinigung     | WK l      |                                                                        |
| Rösch Eduard          | SDAP                     | VUMB XI   |                                                                        |
| Rott Hans             | CS                       | WK VI     |                                                                        |
| Sailer Georg          | SDAP                     | WK II     |                                                                        |
| Schirmer Aloisia      | CS                       | WK IV     |                                                                        |
| Schmatz Franz         | CS                       | VOWW VIII |                                                                        |
| Schneider Michael     | CS                       | VOMB X    |                                                                        |
| Schnofl Hubert        | SDAP                     | VOWW VIII |                                                                        |
| Schuster Hans         | SDAP                     | VUMB XI   | ab 17. Februar 1921 für Marie Bock                                     |
| Sedlaczek Adolf       | SDAP                     | VOWW VIII |                                                                        |
| Ségur August          | CS                       | VUWW IX   |                                                                        |
| Seitz Karl            | SDAP                     | WK IV     |                                                                        |
| Sever Albert          | SDAP                     | WK VII    |                                                                        |
| Sigl August           | SDAP                     | WK V      |                                                                        |
| Solterer Rudolf       | CS                       | WK III    |                                                                        |
| Steiner Leopold       | CS                       | WK III    |                                                                        |
| Sturm Josef           | CS                       | WK V      |                                                                        |
| Thoma Franz           | SDAP                     | WK IV     |                                                                        |
| Traunfellner Leopold  | CS                       | VOWW VIII | eingetreten für Leopold Traunfellner                                   |
| Veit Josef            | CS                       | VUMB XI   |                                                                        |
| Volker Otto           | CS                       | WK IV     |                                                                        |
| Volkert Karl          | SDAP                     | WK VII    |                                                                        |
| Wabitsch Josef        | SDAP                     | WK VI     |                                                                        |
| Wagner Josef          | SDAP                     | WK VII    |                                                                        |
| Wagner Max            | SDAP                     | WK III    |                                                                        |
| Wagner Ludwig         | CS                       | VOWW VIII |                                                                        |
| Walz Karl             | SDAP                     | WK IV     |                                                                        |
| Weber Emil            | SDAP                     | WK VI     |                                                                        |
| Weinhofer Leopold     | SDAP                     | VUWW IX   |                                                                        |
| Weiß Johanna          | CS                       | WK I      |                                                                        |
| Widholz Laurenz       | SDAP                     | WK V      |                                                                        |
| Winter Max            | SDAP                     | WK III    |                                                                        |
| Wody Karl             | CS                       | VUMB XI   |                                                                        |
| Wolfbauer Johann      | CS                       | WK I      |                                                                        |
| Wollek Richard        | CS                       | VUMB XI   | Mandatsrücklegung 30. November 1920                                    |
| Wolny Josef           | CS                       | WK III    |                                                                        |
| Zeidler Viktor        | Deutsche Vereinigung     | VUMB XI   | eingetreten für List Franz, nach Wahl in den Nationalrat ausgeschieden |
| Zwetzbacher Josef     | CS                       | VOWW VIII |                                                                        |
| Zwilling Viktor       | SDAP                     | WK III    |                                                                        |